# 孙中田
孙中田（1928年—2015年8月31日），笔名郑乙，男，黑龙江安达人，中国现代文学研究家，曾任东北师范大学教授、博士生导师。